# Круцигер, Каспар
Каспар Круцигер (1504—1548) — деятель времён Реформации. Профессор в Виттенберге. Сотрудник Лютера по переводу Библии; печатал речи, рассуждения и экзегетические статьи.